# Colletotrichum jahnii
Colletotrichum jahnii är en svampart som beskrevs av Syd. 1930. Colletotrichum jahnii ingår i släktet Colletotrichum och familjen Glomerellaceae.   Inga underarter finns listade i Catalogue of Life.